# Hans Sudheimer
Hans Sudheimer (* 18. März 1920 in Biebesheim; † 13. Januar 1987) war ein hessischer Politiker (SPD) und Abgeordneter des Hessischen Landtags.

## Ausbildung und Beruf
Hans Sudheimer machte nach dem Besuch der Realschule Gernsheim und der Obersekundareife in den Jahren 1936 bis 1938 eine kaufmännische Lehre und legte 1939 die Verwaltungsprüfung A ab. 1939 bis 1941 studierte er an der Universität Heidelberg (Sonderlehrgang) und legte 1941 das Abitur ab. 1941 bis 1945 leistete er Kriegsdienst und wurde 1942 verwundet. 1945 bis 1946 war er Verlagsvertreter, bevor er ab 1946 sieben Semester Rechtswissenschaften an der Universität Frankfurt am Main absolvierte.

## Politik
Zum 1. September 1938 trat Sudheimer der NSDAP bei.
Hans Sudheimer war seit 1950 Mitglied der SPD. Er war Gemeindevertreter in Biebesheim und dort SPD-Fraktionsvorsitzender von 1972 bis 1979. Weiterhin war er Mitglied des Kreistags Groß-Gerau.
Vom 1. Juli 1948 bis 30. Juni 1959 war er hauptamtlicher Bürgermeister der Gemeinde Biebesheim und vom 1. Januar 1966 bis 1977 Beigeordneter beim Deutschen Städte- und Gemeindebund. 1950 war er Vorsitzender des Hessischen Gemeindetages für den Regierungsbezirk Darmstadt.
Vom 11. Februar 1950 bis zum 30. November 1958 war er Mitglied des Hessischen Landtags und dort vom 14. Januar 1953 bis 30. November 1958 stellvertretender Vorsitzender der SPD-Landtagsfraktion. 1954 war er Mitglied der 2.  Bundesversammlung.